# 雅河朝鲜族乡
雅河朝鲜族乡（中国朝鲜语：／，穆麟德轉寫：ya he solho aiman gašan）是中华人民共和国辽宁省本溪市桓仁满族自治县下辖的一个民族乡。

## 行政区划
雅河朝鲜族乡下辖以下村级行政区划单位：
联合村、湾湾川村、雅河村、南老台村、南边石哈达村、董船营村、皇甸子村、米仓沟村和南江新型产业园。